# Witten-Herbede
Herbede is een stadsdeel van Witten, (Noordrijn-Westfalen, Duitsland). Het stadsdeel heeft ongeveer 15.000 inwoners. Omstreeks het jaar 851 werd de plaats voor het eerst vermeld in een bron van het klooster Werden.

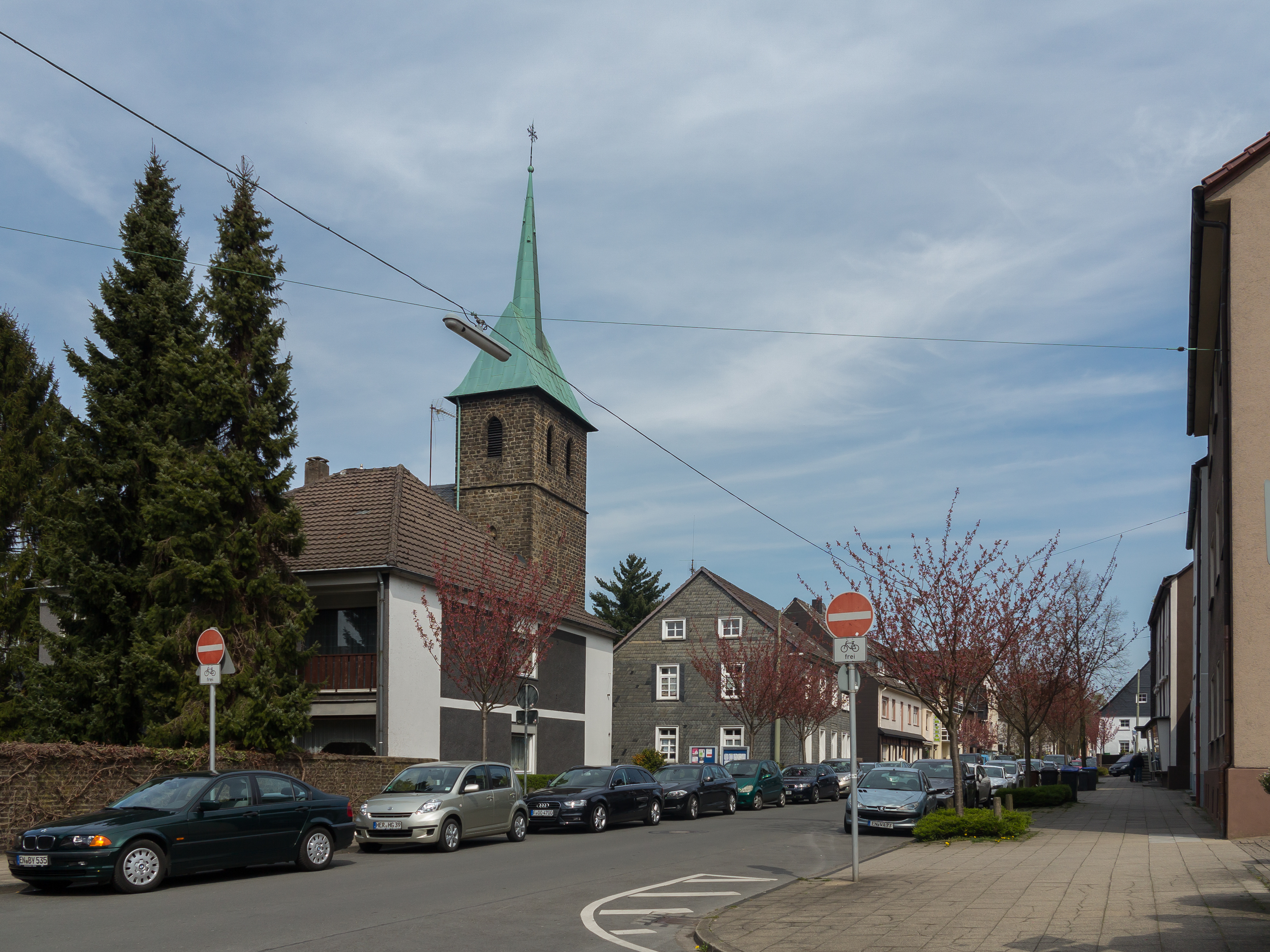
Kerk: die Sankt Peter und Paul Kirche

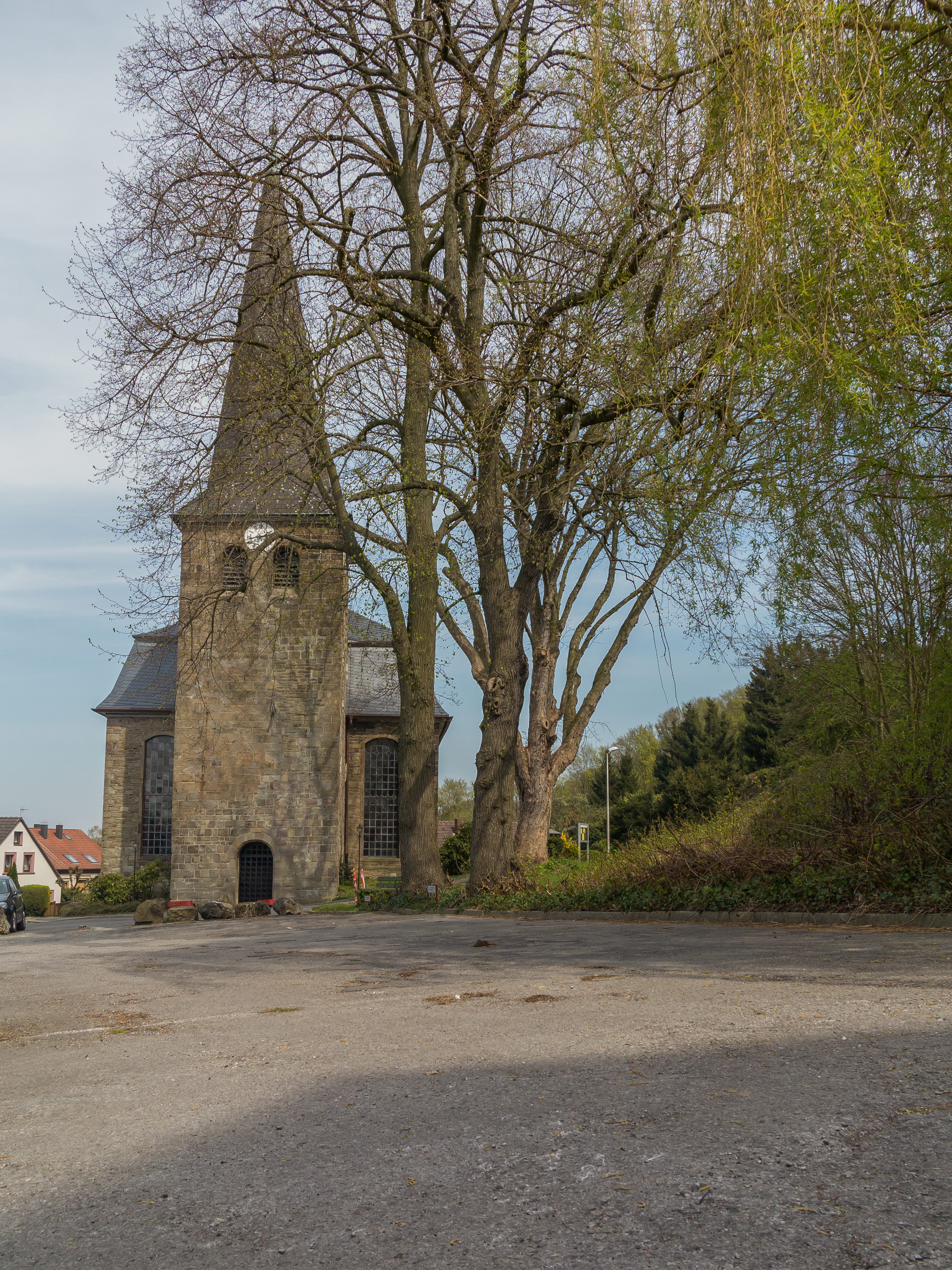
De evangelische kerk

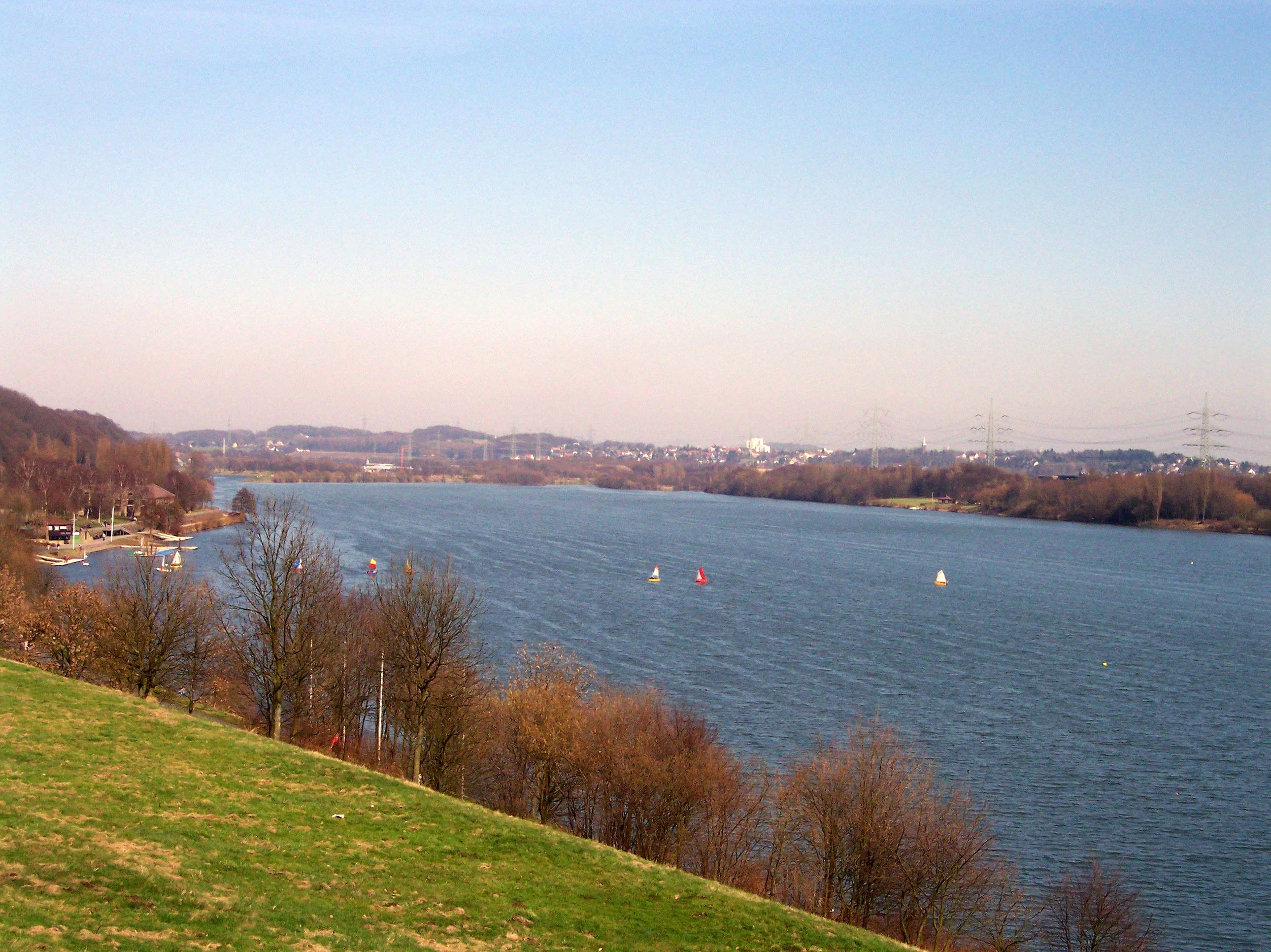
Kemnader See nabij Herbede